# 蘇希栻
蘇希栻（1543年—？），字于欽，號阜山，福建泉州府南安縣人，軍籍，明朝政治人物。

## 生平
隆慶四年（1570年）庚午科福建鄉試第五十三名，萬曆二年（1574年）甲戌科會試第二百二十八名，登二甲第二十八名進士。授河南許州知州。

## 家族
曾祖蘇澄；祖父蘇彬；父蘇燦。母陳氏。永感下。